# Mors Elling
Mors Elling är en norsk långfilm från 2003 i regi av Eva Isaksen. Filmen utgör den andra delen i en trilogi - den första filmen heter Elling och den tredje heter Elling, älska mig i morgon.

## Handling
Elling ska åka på semester med sin mamma, och de bestämmer sig för att åka till det soliga Spanien. Det blir dock en resa Elling sent ska glömma.

## Om filmen
Filmen utgör den andra delen i trilogin om Elling, och den utspelar sig innan handlingen i första filmen börjar. Filmen nominerades till det norska filmpriset Amanda i kategorin "Bästa kvinnliga skådespelare", men vann dock inte.

## Rollista, ett urval
- Per Christian Ellefsen - Elling
- Grete Nordrå - Ellings mamma
- Helge Reiss - Bugge-Høvik
- Christin Borge - Mag
- Lena Meieran - Grete Iversen
- Ane Dahl Torp - Flygvärdinna